# La Serra (Aramunt)
La Serra és una partida rural del terme municipal de Conca de Dalt, antigament del d'Aramunt, en l'àmbit de la vila d'Aramunt.
Està situada al nord-oest del poble d'Aramunt, a prop de la riba esquerra del pantà de Sant Antoni, és a dir, de la Noguera Pallaresa. El paratge conegut com a Miret forma part d'aquesta partida.
Consta d'unes 20 hectàrees i mitja (20,5175) de terres de conreu, amb predomini de les de secà. També n'hi ha de regadiu, ametllerars, oliverars, pastures i bosquina, a més d'algunes zones de matolls i d'improductives.